# Sarg imperial
El sarg imperial, el sard imperial, el sard reial o el presoner (Diplodus cervinus cervinus) és un peix teleosti de la família dels espàrids i de l'ordre dels perciformes.

## Morfologia
- Pot arribar als 55 cm de llargària total (normalment, en fa 35) i els 2.740 g de pes.
- Musell més aviat cònic.
- Llavis gruixuts.
- 10-12 incisius a la mandíbula superior i 8 a la inferior.
- És gris platejat o daurat amb 5 franges amples transversals i fosques. La part anterior del musell és fosca. Té una petita taca fosca a l'aixella de l'aleta pectoral superior. Les aletes pèlviques són fosques i les altres de color grisenc.
- Les escates són grans i en té 56-59 al llarg de la línia lateral.[4][5][6][7]

## Reproducció
Té lloc entre el gener i l'abril.

## Alimentació
Menja petits invertebrats i algues.

## Depredadors
A Sud-àfrica és depredat pel tauró de puntes negres (Carcharhinus limbatus).

## Hàbitat
És un peix marí, associat als esculls de corall (tot i que també viu en fons rocallosos, sorrencs i fangosos), oceanòdrom i de clima subtropical (47°N-35°S, 19°W-36°E), el qual viu entre 30-80 m de fondària a l'Atlàntic i entre 25 i 300 a la Mediterrània.

## Distribució geogràfica
Es troba a les costes de l'Atlàntic oriental (des de la Mar Cantàbrica i la Mediterrània fins a Sud-àfrica, incloent-hi l'Arxipèlag de Madeira i les Illes Canàries però absent del golf del Lleó, la mar Adriàtica, la mar Negra, el Senegal, el golf de Guinea i Cap Verd). En els darrers anys s'ha incrementat la seua presència a la mar Cantàbrica i la Mediterrània, possiblement a causa del canvi climàtic.

## Costums
És gregari i forma grups de 4-5 individus de diferents mides.

## Observacions
És inofensiu per als humans.